# مستوى التحكم
في التوجيه في الشبكة، يعد مستوى التحكم جزءًا من بنية جهاز التوجيه يهتم برسم طوبولوجيا الشبكة، أو بالمعلومات الموجودة في جدول توجيه (من المحتمل موسع) الذي يحدد ما يجب القيام به مع الحزم الواردة. تعمل مهام مستوى التحكم، مثل المشاركة في بروتوكولات التوجيه، ضمن عنصر التحكم المعماري. في معظم الحالات، يحتوي جدول التوجيه على قائمة بعناوين الوجهة والواجهة (الواجهات) الصادرة المرتبطة بها. يمكن أن يحدد منطق مستوى التحكم أيضًا حزمًا معينة يجب التخلص منها، بالإضافة إلى المعالجة التفضيلية لحزم معينة مع تحديد جودة عالية للخدمة من خلال آليات مثل الخدمات المتمايزة.
تبعًا للتطبيق المحدد لجهاز التوجيه، قد يكون هناك قاعدة معلومات منفصلة لتمرير البيانات تُملأ (أي تُعبأ) بواسطة مستوى التحكم، ولكنها تستخدم من قبل مستوى التمرير للبحث عن الحزم بسرعة عالية جدًا وتحديد كيفية التعامل معها.
في الحوسبة، مستوى التحكم هو جزء من البرنامج الذي يقوم بتهيئة وإغلاق مستوى البيانات. على النقيض من ذلك، فإن مستوى البيانات (يشار إلى مستوى البيانات أحيانًا باسم مستوى التمرير) هو جزء من البرنامج الذي يعالج طلبات البيانات.
وقد أثبت هذا التمييز أنه مفيد في مجال الشبكات حيث نشأ، لأنه يفصل بين الاهتمامات: إذ صُمم مستوى البيانات ليتوافق بصورة مثالية مع سرعة المعالجة، ومع البساطة والانتظام. صُمم مستوى التحكم ليتوافق بصورة مثالية مع التخصيص، ومع التعامل مع السياسات، ومع معالجة المواقف الاستثنائية، وبصورة عامة مع تسهيل وتبسيط معالجة مستوى البيانات.
جرى الفصل المفاهيمي لمستوى البيانات عن مستوى التحكم منذ سنوات. أحد الأمثلة المبكرة هو يونكس، الذي تكون فيه عمليات الملفات الأساسية مفتوحة، ومغلقة لمستوى التحكم وقراءة وكتابة لمستوى البيانات. مثال آخر هو من لغات البرمجة كائنية التوجه التي تميز بين طريقة (طرق) الصنف وطرق الحالة.

## بناء جدول توجيه أحادي الإرسال
تتمثل إحدى الوظائف الرئيسية لمستوى التحكم في تحديد المسارات التي تدخل في جدول التوجيه الرئيسي. تشير كلمة «الرئيسي» إلى الجدول الذي يحتوي على المسارات أحادية الإرسال العاملة. قد يتطلب توجيه الإرسال المتعدد جدول توجيه إضافي لمسارات الإرسال المتعدد. تحتفظ العديد من بروتوكولات التوجيه مثل آيزيس (IS-IS) وأو إس بّي إف (OSPF) وبي جي بّي (BGP) بقواعد بيانات داخلية للمسارات المرشحة التي تُرقى عند فشل مسار أو عند تغيير سياسة التوجيه.
قد توفر العديد من مصادر المعلومات المختلفة معلومات حول مسار إلى وجهة معينة، ولكن يجب أن يحدد جهاز التوجيه المسار «الأفضل» للتثبيت في جدول التوجيه. في بعض الحالات، قد تكون هناك مسارات متعددة ذات «جودة» متساوية، وقد يقوم جهاز التوجيه بتثبيتها جميعها وتقسيم حمل البيانات بينها.
مصادر معلومات التوجيه
هناك ثلاثة مصادر عامة لمعلومات التوجيه:
معلومات عن حالة العتاد المتصل مباشرة والواجهات المعرفة برمجيًا
مسارات توجيه مشكلة يدويًا
معلومات من بروتوكولات التوجيه (الديناميكية)
معلومات الواجهة المحلية
تمرر الموجهات البيانات التي تدخل من واجهة إدخال وتخرج من واجهة إخراج، وتخضع للتصفية وقواعد محلية أخرى. في حين أن أجهزة التوجيه عادة ما تُمرر من واجهة فيزيائية (مثل إيثرنت والاتصالات التسلسلية) إلى واجهة فيزيائية أخرى، فمن الممكن أيضًا تعيين واجهات منطقية متعددة على واجهة فيزيائية. على سبيل المثال، يمكن أن تحتوي واجهة إيثرنت الفعلية على واجهات منطقية في العديد من الشبكات المحلية الافتراضية المعرفة وفق ترويسة الشبكة المحلية الافتراضية للمعيار آي تربل إي 802.1 كيو.